# AJ Dybantsa
Anicet “AJ” Dybantsa Jr. (nacido el 29 de enero de 2007 en Brockton, Massachusetts) es un baloncestista estadounidense que juega en la posición de alero. Actualmente milita en Utah Prep Academy, y ha sido considerado uno de los mejores prospectos de baloncesto escolar de su generación. Está comprometido con la universidad de BYU.

## Trayectoria deportiva

### Primeros años y escuela secundaria
Dybantsa creció en Brockton, Massachusetts, y asistió a la escuela St. Sebastian's School en Needham. Es de ascendencia congoleña y jamaicana. Su padre creció en Grigny, Francia. Durante su año de novato, fue nombrado Jugador Gatorade del Año en Massachusetts, promediando 19.1 puntos, 9.6 rebotes, 2.9 asistencias y 2.5 tapones por partido.
Tras esa temporada, se trasladó a Prolific Prep en Napa, California, donde jugó junto al también destacado jugador Tyran Stokes. En julio de 2023, lideró la prestigiosa Nike Peach Jam con 25,8 puntos por partido como parte del equipo Expressions Elite de AAU.
En 2024, se trasladó a Utah Prep Academy en Hurricane, Utah, para disputar su último año de preparatoria. En dicho equipo se reencontró con su compañero de selección nacional JJ Mandaquit.

### Reclutamiento
Tras su primer año, fue calificado como el número uno en la clase de 2026 por ESPN. Recibió ofertas de universidades como Duke, Kentucky, UConn, Alabama, USC, North Carolina y BYU. En julio de 2023 fue considerado el mejor jugador de preparatoria en EE. UU. independientemente de su clase por On3.com.
El 11 de octubre de 2023, anunció su reclasificación a la clase 2025.
El 10 de diciembre de 2024, Dybantsa anunció en el programa *First Take* su compromiso con BYU, siendo el recluta de mayor rango en la historia del programa. Está previsto que se incorpore a la Universidad Brigham Young (BYU) en el otoño de 2025, donde formará parte del equipo de baloncesto. Llega procedente de Utah Prep y tras haber sido reconocido como el Jugador Más Valioso del Mundial U19. 

### Selección nacional
Ha sido internacional con la selección juvenil de Estados Unidos, logrando medalla de oro en tres torneos consecutivos:
- Campeonato FIBA Sub-16 de las Américas 2023 en Mérida
- Copa Mundial de Baloncesto Sub-17 2024 en Turquía
- Copa Mundial de Baloncesto Sub-19 2025 en Suiza, donde fue elegido MVP del torneo.

## Palmarés
- MVP de la Copa Mundial Sub-19 de la FIBA (2025)
- McDonald's All-American (2025)
- 2× Nike Hoop Summit (2024, 2025)
- Gatorade Player of the Year de Massachusetts (2023)